# Brenton Spencer
Brenton Spencer est un réalisateur et directeur de la photographie canadien né en 1950. Il a participé à de nombreuses séries télévisées parmi lesquelles 21 Jump Street, Cobra, La Légende d'Hawkeye ou encore Stargate Atlantis. Il a également pris part à plusieurs téléfilms.

## Filmographie

### Séries
- 1988 : Rintintin junior, directeur de la photographie, 6 épisodes
- 1990-1991 : 21 Jump Street, réalisateur, 3 épisodes
- 1990-1991 : 21 Jump Street, directeur de la photographie, 8 épisodes
- 1991-1993 : Street Justice, réalisateur, 3 épisodes
- 1991 : Street Justice, directeur de la photographie, 4 épisodes
- 1993-1994 : Cobra, directeur de la photographie, 17 épisodes
- 1994 : Cobra, réalisateur, 2 épisodes
- 1994-1995 : La Légende d'Hawkeye, directeur de la photographie, 17 épisodes
- 1996-1999 : Poltergeist : Les Aventuriers du surnaturel, réalisateur, 6 épisodes
- 1997-1998 : La loi du colt, réalisateur, 5 épisodes
- 1997-1998 : Les Aventures de Sinbad, réalisateur, 3 épisodes
- 1998 : First Wave, réalisateur, 4 épisodes
- 1999 : The Crow, réalisateur, 2 épisodes
- 1999 : Night Man, réalisateur, 3 épisodes
- 1999-2002 : Invasion planète Terre, réalisateur, 13 épisodes
- 2004-2008 : Stargate Atlantis, directeur de la photographie, 28 épisodes
- 2007-2008 : Stargate Atlantis, réalisateur, 3 épisodes
- 2008-2009 : Sanctuary, réalisateur, 5 épisodes
- 2018-2020 : Flash (série télévisée, 2014), directeur de la photographie, 17 épisodes

### Films/Téléfilms
- 1987 : Christmas Comes to Willow Creek, directeur de la photographie
- 1988 : Higher Education, directeur de la photographie
- 1989 : American Boyfriends, directeur de la photographie
- 1993 : Belle et Dangereuse, réalisateur
- 1995 : Deceived by Trust: A Moment of Truth Movie, directeur de la photographie
- 1995 : Where's the Money, Noreen ?, directeur de la photographie
- 1996 : Mother Trucker: The Diana Kilmury Story, directeur de la photographie
- 2003 : La colère du ciel, réalisateur
- 2007 : La Créature du sous-sol, directeur de la photographie
- 2008 : Mon voisin le loup-garou, réalisateur
- 2009 : Le Courage au cœur, directeur de la photographie
- 2010 : Paradoxe : les mondes parallèles, réalisateur
- 2011 : Un ticket gagnant pour Noël, directeur de la photographie
- 2012 : Marié avant Noël, directeur de la photographie
- 2013 : Tornades de pierres, directeur de la photographie
- 2014 : Une coach pour mon bébé, directeur de la photographie
- 2014 : L'étincelle de l'amour, directeur de la photographie
- 2014 : Le pire des mensonges, réalisateur
- 2016 : On a kidnappé mon mari, réalisateur